# Disastro aereo dello Zambia
Con disastro aereo dello Zambia si identifica un incidente aereo che si verificò nel tardo pomeriggio del 27 aprile 1993 quando un de Havilland Canada DHC-5 Buffalo marche AF-319 dell'aeronautica militare zambiana si inabissò nell'oceano Atlantico circa 500 metri al largo di Libreville, in Gabon.
L'aereo trasportava gran parte della nazionale di calcio dello Zambia, diretta a Dakar per un incontro con il Senegal valido per le qualificazioni al mondiale 1994. Tutti i 25 passeggeri e i 5 membri dell'equipaggio perirono nell'incidente. L'inchiesta effettuata dalle autorità gabonesi concluse che il pilota, dopo che un motore prese fuoco, spense il motore sbagliato facendo entrare in stallo il velivolo. L'indagine stabilì inoltre che contribuirono all'incidente la stanchezza del pilota e un errore della strumentazione di bordo.

## L'incidente

Rotta del volo

Il volo era gestito dall'aeronautica militare zambiana ed era stato programmato con tre scali tecnici per il rifornimento: il primo a Brazzaville, in Congo, il secondo a Libreville, in Gabon e il terzo ad Abidjan, in Costa d'Avorio.
Durante la prima tratta del volo i piloti riscontrarono alcuni problemi ad un motore, ma nonostante questo il volo continuò e fece scalo a Libreville, dove fece rifornimento. Alle ore 22:45 ripartì, con un'ora e quarantacinque minuti di ritardo. Pochi minuti dopo il decollo il motore sinistro dell'aereo prese fuoco ma il pilota, probabilmente stanco dal volo del giorno precedente durante il quale aveva trasportato la squadra dopo un match disputato a Mauritius, spense il motore destro, causando la totale perdita di potenza dell'aereo e la conseguente caduta in mare a 500 metri dalla costa.

## Il velivolo
L'aeromobile entrò in servizio nel 1975. Dal 21 dicembre 1992 al 21 aprile 1993 il velivolo rimase a terra e furono effettuati diversi voli di collaudo tra il 22 aprile e il 26 aprile che rilevarono diversi difetti ad un motore.

## I passeggeri
Tra i passeggeri vi erano 18 giocatori, l'allenatore e lo staff tecnico della Nazionale di calcio dello Zambia. Il capitano dei "Chipolopolo", Kalusha Bwalya, non era a bordo dello sfortunato volo a causa di un incontro della sua squadra di club, il PSV, e aveva stabilito di raggiungere i compagni in Senegal in un secondo tempo. Charles Musonda, a quel tempo giocatore dell'Anderlecht, era infortunato e non aveva preso parte alla trasferta. Si salvò pure Bennett Mulwanda Simfukwe, che non fu convocato per l'occasione.

## L'inchiesta
A causa dei dissidi politici tra Zambia e Gabon, le autorità di quest'ultimo non rivelarono nulla sulle indagini fino al novembre 2003, quando fu emesso un rapporto preliminare; i familiari delle vittime però continuarono a sollecitare risposte al governo zambiano sul motivo per cui fu permesso all'aeromobile di effettuare voli nonostante i problemi tecnici riscontrati ai motori.
Il 28 aprile 2010 il Ministro dello sport zambiano ha dichiarato che i contrasti tra i due paesi stavano per essere superati e che un rapporto definitivo sull'incidente sarebbe stato presto diffuso.

## Conseguenze
I membri della nazionale morti nell'incidente furono sepolti in quello che divenne famoso col nome di "Cimitero degli eroi", costruito nei pressi dell'Independence Stadium di Lusaka.
Una nuova squadra fu prontamente organizzata e, guidata da Bwalya, affrontò il difficile compito di completare le qualificazioni mondiali e preparare la Coppa d'Africa che si sarebbe svolta di lì a pochi mesi.
La nuova squadra sovvertì ogni previsione, mostrando uno stile di gioco offensivo e raggiungendo la finale della Coppa d'Africa 1994 contro la Nigeria. Lo Zambia andò in vantaggio nel primo tempo, ma la Nigeria pareggiò velocemente e ribaltò il risultato nella seconda frazione. Nonostante la sconfitta, i giocatori vennero accolti in patria come degli eroi nazionali.
La rivincita dello Zambia avvenne 18 anni dopo, nella Coppa d'Africa 2012: in finale, lo Zambia batté la Costa d'Avorio ai rigori 8-7 dopo lo 0-0 ai supplementari, in una partita che si svolse proprio a poche centinaia di chilometri dal luogo del tragico schianto.
Nel 2014 alle vittime è stato intitolato il nuovo Stadio nazionale degli Eroi.

## Le vittime
Equipaggio
- Fenton Mhone (colonnello, pilota)
- Victor Mubanga (colonnello, pilota)
- James Sachika (colonnello, pilota)
- Edward Nambote (maresciallo, montatore)
- Tomson Sakala (caporale, steward)

Calciatori
- David Chabala
- John Soko
- Whiteson Changwe
- Robert Watiyakeni
- Eston Mulenga
- Derby Makinka
- Moses Chikwalakwala
- Wisdom Mumba Chansa
- Kelvin Mutale
- Timothy Mwitwa
- Numba Mwila
- Richard Mwanza
- Samuel Chomba
- Moses Masuwa
- Kenan Simambe
- Godfrey Kangwa
- Winter Mumba
- Patrick Banda

Staff tecnico
- Godfrey Chitalu (commissario tecnico)
- Alex Chola
- Wilson Mtonga (medico)
- Wilson Sakala

Altri
- Michael Mwape (presidente della FAZ)
- Nelson Zimba (dipendente pubblico)
- Joseph Bwalya Salim (giornalista)